# خواكين فاريلا (لاعب كرة قدم)
خواكين فاريلا (بالإسبانية: Joaquín Varela)‏ هو لاعب كرة قدم أوروغواياني في مركز الدفاع، ولد في 27 يونيو 1998 في مونتفيدو في الأوروغواي. شارك مع منتخب الأوروغواي تحت 17 سنة لكرة القدم. أما مع النوادي، فقد لعب مع ديفينسور سبورتينغ ونادي باتشوكا.

## وصلات خارجية
- خواكين فاريلا (لاعب كرة قدم) على موقع قاعدة بيانات كرة القدم.إي يو (الإنجليزية)
- خواكين فاريلا (لاعب كرة قدم) على موقع Soccerway.com (الإنجليزية)